# Добропільська сільська рада (Гуляйпільський район)
| Добропільська сільська рада — колишній орган місцевого самоврядування у Гуляйпільському районі Запорізької області з адміністративним центром у с. Добропілля. Водоймища на території, підпорядкованій даній раді: р. Гайчур. Сільській раді були підпорядковані населені пункти: - с. Добропілля - с. Варварівка - с. Нове Запоріжжя |

До 2007 до складу ради входило село Добровільне

## Склад ради
Рада складалася з 12 депутатів та голови.

### Керівний склад ради
| ПІБ                           | Основні відомості                                                                 | Дата обрання | Дата звільнення |
| ----------------------------- | --------------------------------------------------------------------------------- | ------------ | --------------- |
| Кривоус Валерій Володимирович | Сільський голова, 1961 року народження, освіта, член Комуністичної партії України | 26.03.2006   | 31.10.2010      |
| Никифоренко Тетяна Іванівна   | Сільський голова, 1961 року народження, освіта вища, член Партії регіонів         | 31.10.2010   |                 |

Примітка: таблиця складена за даними джерела

## Населення
Згідно з переписом УРСР 1989 року чисельність наявного населення сільської ради становила 1002 особи, з яких 424 чоловіки та 578 жінок.
За переписом населення України 2001 року в сільській раді мешкали 903 особи.

### Мова
Розподіл населення за рідною мовою за даними перепису 2001 року:
| Мова       | Відсоток |
| ---------- | -------- |
| українська | 93,63 %  |
| російська  | 4,06 %   |
| білоруська | 1,87 %   |
| інші       | 0,44 %   |